# Gustave Brochant de Villiers
Pour les articles homonymes, voir Brochant et Villiers.
Gustave Brochant de Villiers est un homme politique français né le 23 mai 1811 à Saint-Ouen-l'Aumône (Seine-et-Oise) et décédé le 28 mai 1864 au château de Villiers à Mantes (Seine-et-Oise).

## Biographie
Il est le fils du géologue André Brochant de Villiers.
Jeune avocat de 24 ans, Gustave Brochant de Villiers fut, en octobre 1835, nommé défenseur d'office du criminel Pierre Francois Lacenaire. 
Sa tache s’annonça ardue, en présence d'un accusé qui désirait la mort et avouait ses crimes avec désinvolture.
Il réclama ,dans une plaidoirie qui tenait de la prouesse,les travaux forces à perpétuité et plaida la maladie mentale pour essayer de sauver, en vain, son client, qui fut néanmoins guillotiné le 9 janvier 1836.
Le 27 octobre 1836, il fut nommé substitut du Procureur du Roi au Tribunal de Meaux, puis le 19 avril 1840 à celui de Versailles, et enfin le 9 novembre 1842, il est substitut à Paris. À la suite de la révolution de 1848, il fut privé de cette charge. En 1853, il est nommé administrateur de la compagnie de Saint-Gobain dont son père s’était aussi occupé. Le 13 août 1857, il est fait Chevalier de la Légion d'honneur. 
A la fin de l’année 1858, le décès d'Adolphe Delapalme, député de Seine-et-Oise, laisse vacant le siège du représentant au Corps Législatif de la 4e circonscription (Mantes et Rambouillet). Gustave Brochant de Villiers s'y présente avec l'appui du gouvernement. Le 12 décembre 1858, il fut élu au deuxième tour de scrutin par 8627 voix contre 8356 voix à monsieur de la Rochefoucauld et 5222 à monsieur Labriffe Il fut donc député de Seine-et-Oise de 1858 à 1863, siégeant avec la majorité soutenant le Second Empire.

## Sources
- "L'affaire Lacenaire" de Anne-Emmanuelle Demartini - edition Aubier - collection historique 2001.
- « Gustave Brochant de Villiers », dans Adolphe Robert et Gaston Cougny, Dictionnaire des parlementaires français, Edgar Bourloton, 1889-1891 [détail de l’édition]